# 保厄希克县 (艾奥瓦州)
保厄希克縣（英語：Poweshiek County）位美國愛阿華州的一個縣。面積1,518平方公里。根据美國2000年人口普查，共有人口18,815人。縣治蒙提蘇馬（Montezuma）。
成立於1843年2月17日，縣政府成立於1848年1月24日。縣名紀念福克斯族一位酋長。